# Elbit Hermes 450

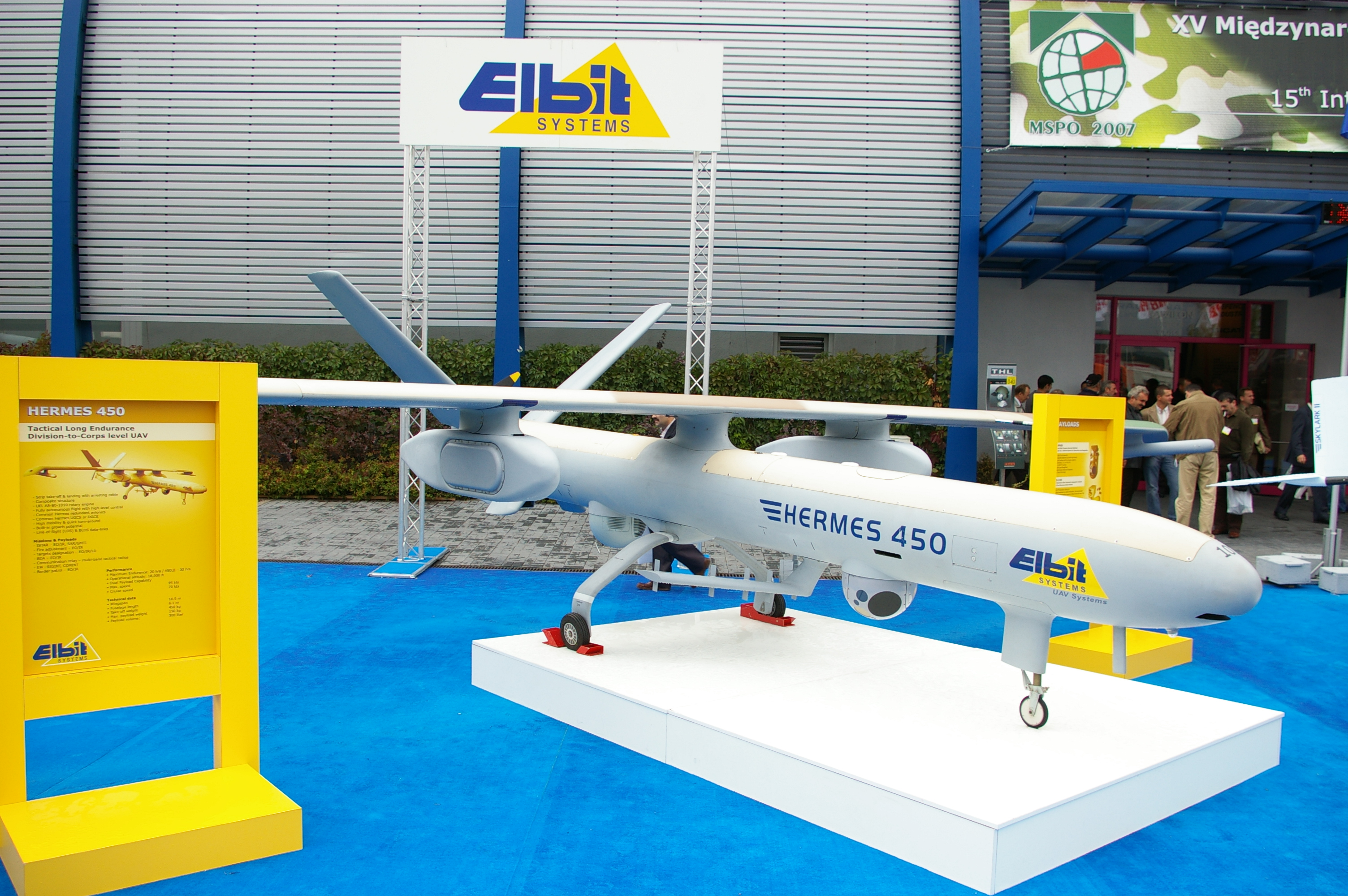
Hermes 450

Elbit Hermes 450 hebr. הרמס 450 – izraelski, bezzałogowy aparat latający (UAV – Unmanned Aerial Vehicle) opracowany w połowie lat 90. XX wieku przez firmę Elbit Systems. Przeznaczony do prowadzenia długotrwałego rozpoznania na szczeblu korpusu lub dywizji.

## Konstrukcja
Hermes ma konstrukcję całkowicie kompozytową. W tylnej części kadłuba zamontowany jest silnik z tłokiem obrotowym AR-801010 napędzający dwułopatowe śmigło pchające. Hermes jest górnopłatem z usterzeniem motylkowym. Do kadłuba zamocowane jest trójgoleniowe podwozie, nie chowane podczas lotu. Aparat może startować na sposób „samolotowy” z pasa startowego lub innej płaskiej powierzchni, jak również może wykorzystywana być pneumatyczna wyrzutnia. Hermes może lądować również jak samolot lub na spadochronie. Aparat przeznaczony jest do lotów o każdej porze dnia i nocy, w skład jego wyposażenia wchodzi głowica elektrooptyczna z laserowym dalmierzem i wskaźnikiem celów. Wymiennie można stosować kolorową kamerę TV, kamerę do obserwacji w podczerwieni, kamerę światła szczątkowego, wykorzystującą technologię CCD, umożliwiającą obserwację w dzień i w nocy, radar z syntetyczną aperturą (ang. SAR; Synthetic Aperture Radar). Obraz z kamery aparatu przekazywany jest do stanowiska kontrolującego lot na ziemi w czasie rzeczywistym. Na pokładzie znajduje się również odbiornik GPS. Hermes może wykonywać loty w pełni autonomiczne lub być sterowany ze stanowiska naziemnego. Aparat może być również uzbrojony w dwie rakiety klasy „powietrze-ziemia” np. AGM-114 Hellfire.

## Służba
Od 1996 roku Hermes znajduje się na uzbrojeniu armii Izraela, która wykorzystywała go podczas II wojny libańskiej, obecnie aparat wykorzystywany jest intensywnie do patrolowania strefy Gazy. Używa go straż graniczna Stanów Zjednoczonych do kontrolowania granic. Siły powietrzne Singapuru w maju 2007 roku zakupiły pięć aparatów w celu zastąpienia używanych od lat 90. XX wieku bezzałogowych IAI Searcher. Singapurskie Hermesy pełną zdolność operacyjną uzyskały 30 marca 2015 roku. Według niepotwierdzonych informacji Singapur dokupił kolejne cztery lub pięć Hermesów. Gruzja wykorzystywała swoje aparaty do misji zwiadowczych nad terytorium Abchazji (dwa aparaty zostały zestrzelone). Hermes jest na wyposażeniu sił zbrojnych Chorwacji i Filipin. 4 sierpnia 2005 roku firma Thales UK i Ministerstwo Obrony Wielkiej Brytanii podpisały porozumienie o budowie nowego rozpoznawczego aparatu bezzałogowego dla sił zbrojnych nazwanego Watchkeeper, którym to aparatem został dostosowany do brytyjskich wymagań Hermes. Efektem prac nad nową wersją samolotu jest maszyna oznaczona jako Watchkeeper WK450. 9 grudnia 2010 roku upubliczniono informacje o wyborze aparatu przez Brazylię. 30 marca 2015 roku, na specjalnie w tym celu zorganizowanej uroczystości, singapurski Minister Obrony ogłosił uzyskanie przez zakupione przez ten kraj aparaty, osiągnięcie pełnej zdolności operacyjnej. Hermes 450W stanął do przetargu na dostawę dwóch zestawów bezzałogowych aparatów latających klasy taktycznej średniego zasięgi jaki w październiku 2008 roku uruchomił polski Departament Zaopatrzenia Sił Zbrojnych Ministerstwa Obrony Narodowej. Ostatecznie po czterokrotnym rozpoczynaniu negocjacji z producentami zestawów, na drodze aukcji elektronicznej wybrano Aeronautics Aerostar.